# خولنجان مموه
خُولَنْجَان مُمَوَّه نوع معمر من الفصيلة الزنجبيلة مهدها شرق آسيا. تعلو من مترين ونصف إلى ثلاثة أمتار وتحمل زهور ملونة على شكل قمع. تزرع نباتات الزينة وتستخدم أوراقها في المطبخ والطب التقليدي.